# Flavio Paolucci

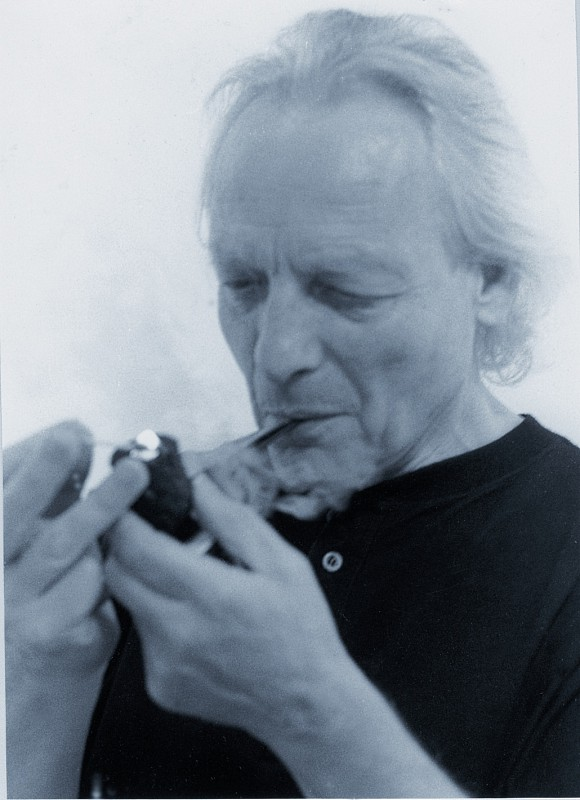
Flavio Paolucci, Schweizer Objektkünstler

Flavio Paolucci (* 20. Juni 1934 in Torre TI) ist ein Schweizer Maler, Bildhauer, Objekt- und Installationskünstler.

## Leben und Wirken
Paolucci besucht von 1949 bis 1953 die Kantonale Schule für Malerei in Lugano. Im Jahr 1955 nimmt er seine Arbeit im Atelier Oscar Bölt in Locarno auf und besucht die Kunstakademie Brera in Mailand. Im selben Jahr beginnt er mit seiner Ausstellungstätigkeit. Nach Auslandsaufenthalten in Paris und Marokko lässt er sich in Biasca nieder, wo er heute als Objektkünstler, Maler, Zeichner und Collagist wirkt.

## Auszeichnungen
- 1958: 1. Preis der Biennale der jungen Künstler in Gorizia
- 1961: 2. Preis der internationalen Ausstellung der UNESCO
- 1986: Preis der Stiftung für grafische Kunst in der Schweiz
- 1999: Preis der Fondation Wilhelm Gimmi im Musée Jenisch, Vevey

## Ausstellungen (Auswahl)
Einzeln
- 1981: Wilhelm-Lehmbruck-Museum, Duisburg
- 1984: Kunstmuseum Olten[1]
- 1996; 2014: Museo Cantonale d’Arte, Lugano[2]

Gruppe
- 1972: Museum Bochum
- 1974; 1978: Kunstmuseum Winterthur
- 1980: Kunsthaus Zürich
- 1980: Westfälisches Landesmuseum für Kunst und Kulturgeschichte, Münster
- 1984: Aargauer Kunsthaus, Aarau
- 1990: Kunsthaus Zug
- 1995; 1997: Musée Jenisch, Vevey
- 2004: Graphische Sammlung der ETH Zürich

## Dokumentarfilm
- Villi Hermann: Flavio Paolucci. Da Guelmim a Biasca. Schweiz 2024, 65 Minuten.